# Ежевика (ягода)

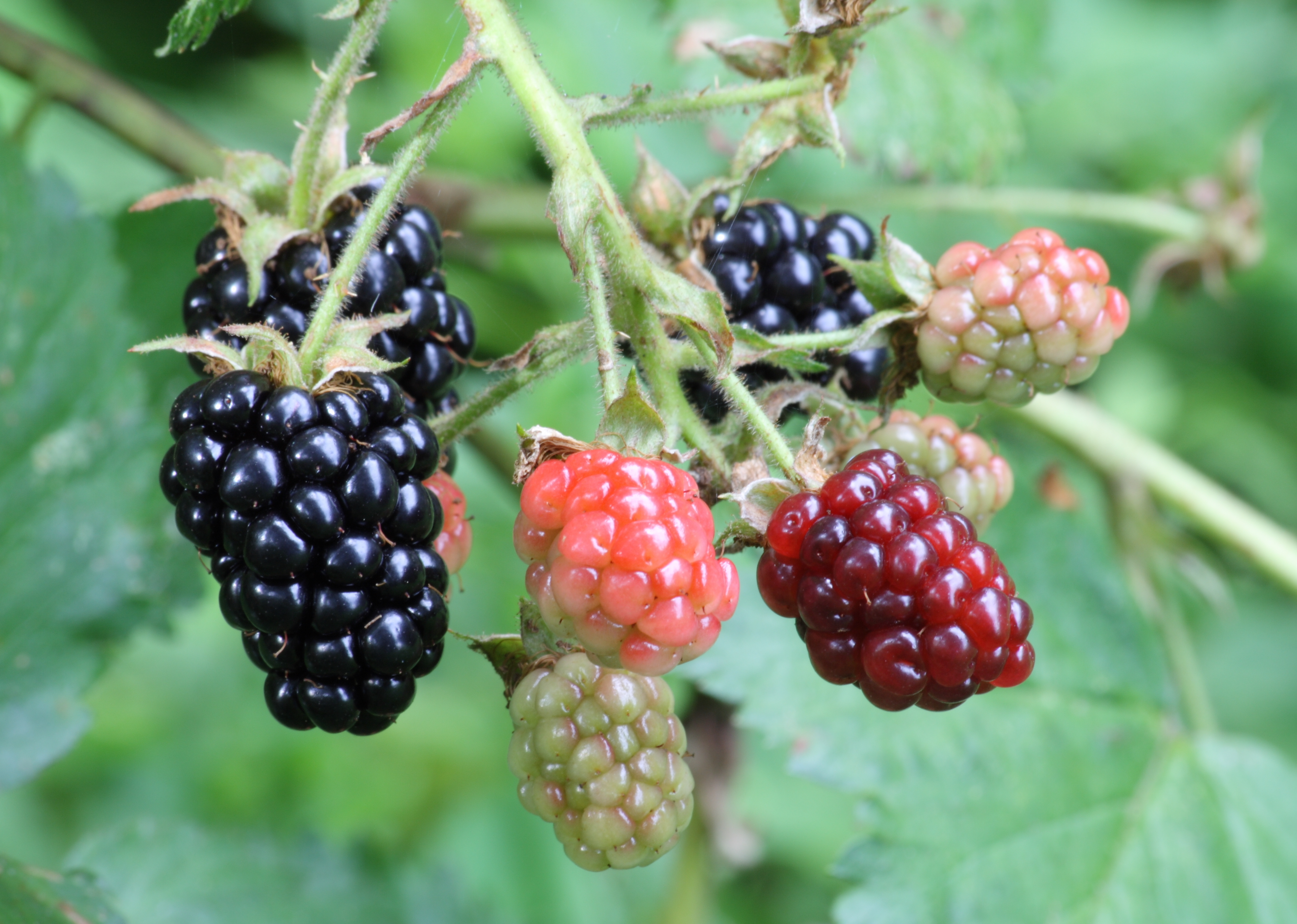
Ягоды ежевики

Ежеви́ка — плод ряда растений рода Rubus (Розовые).
По ботанической классификации плод ежевики не ягода, а многокостянка. Состоит из нескольких десятков сросшихся костянок (плодиков с косточками).
В процессе созревания плоды ежевики приобретают сначала зелёный, потом буроватый, а затем яркий красно-бурый цвет. Зрелые плоды ежевики имеют чёрный (чёрно-фиолетовый) цвет.
У Rubus caesius плоды чёрные с сизым налётом, поэтому кое-где их называют бирюзой, сизой ежевикой; у Rubus fruticosus налёта нет. Сок плодов тёмно-красный; вкус у зрелых ягод кисло-сладкий, слегка смолистый; в южных странах эти плоды сладковаты. Могут быть использованы для приготовления варенья. Оба вида очень распространены в умеренных и тёплых странах Европы до Скандинавии и западной части Архангельской области включительно. Самый морозостойкий вид — Rubus caesius; распространён по всей Европейской части России, в Сибири, на Алтае. Предпочитает расти на берегах рек, почвах пойменных лугов и на опушках лесов. Представляет собой листопадную стелющуюся лозу, с побегами достигающими длины 4—5 метров.  
От малины, в том числе от её чёрных разновидностей, ежевика отличается тем, что срывается вместе с цветоложем, в то время как малина нет (то есть сорванная ягода малина полая в центре, а ежевика нет).